# Papa Leone XIII
Papa Leone XIII (in latino: Leo PP. XIII, nato Vincenzo Gioacchino Raffaele Luigi Pecci; Carpineto Romano, 2 marzo 1810 – Roma, 20 luglio 1903) è stato il 256º vescovo di Roma e papa della Chiesa cattolica dal 20 febbraio 1878 fino alla morte.
È ricordato nella storia dei papi dell'epoca moderna come pontefice che ritenne che fra i compiti della Chiesa rientrasse anche l'attività pastorale in campo sociopolitico. Se con lui non si ebbe la promulgazione di ulteriori dogmi dopo quello dell'infallibilità papale solennemente proclamato dal Concilio Vaticano I, egli viene tuttavia ricordato quale papa delle encicliche: ne scrisse ben 86, con lo scopo di superare l'isolamento nel quale la Santa Sede si era ritrovata dopo la perdita del potere temporale con l'Unità d'Italia.
La sua più famosa enciclica fu la Rerum Novarum, con la quale si realizzò una svolta nella Chiesa cattolica, ormai pronta ad affrontare le sfide della modernità come guida spirituale internazionale. In questo senso correttamente gli fu attribuito il nome di «papa dei lavoratori» e di «papa sociale»: infatti scrisse la prima enciclica esplicitamente sociale nella storia della Chiesa cattolica e formulò quindi i fondamenti della moderna dottrina sociale della Chiesa.
Nelle sue opere a favore della Chiesa venne aiutato dal fratello Giuseppe, elevato al grado di cardinale dallo stesso pontefice nel 1879. Leone XIII è noto anche per essere stato il primo papa, dopo mille anni di storia, a non esercitare il potere temporale, perché impedito dalla recente occupazione italiana, destinata a perdurare per un sessantennio.
Fatto inconsueto nella cronaca dei pontificati è l'episodio di una sua visione mistica preconizzante un prossimo futuro, drammatico specialmente per la Chiesa cattolica, che ebbe una certa influenza sul suo pensiero teologico e probabilmente sulla sua seguente ispirazione ministeriale.

## Biografia

### Infanzia ed educazione

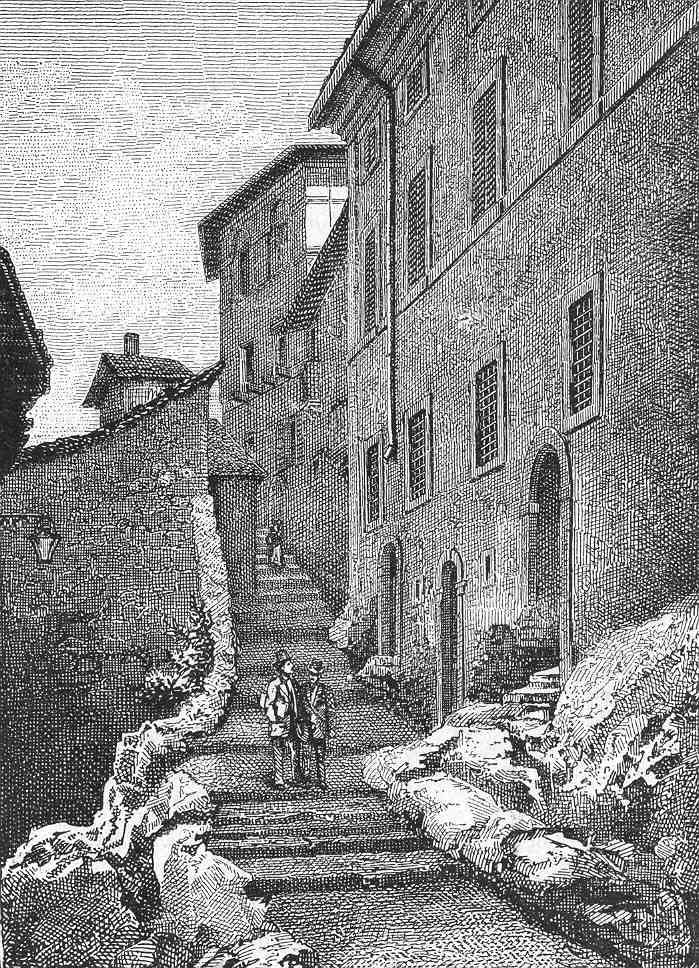
Palazzo Pecci di Carpineto in un'illustrazione di Dante Paolucci

Vincenzo Gioacchino Pecci nacque il 2 marzo 1810 a Palazzo Pecci di Carpineto Romano (che a quei tempi faceva parte del Primo Impero francese) da Domenico Lodovico Pecci (1767-1836) e Anna Francesca Prosperi Buzi (1772-1824). Fu il sestogenito di sette fratelli: Carlo (1793-1879), Anna Maria (1798-1870), Caterina (1800-1867), Giovanni Battista (1802-1881), Giuseppe (1804-1890) e Fernando (1813-1830). Due tra i suoi fratelli si distinsero e divennero personaggi noti: il quintogenito della famiglia, Giuseppe Pecci, fu elevato alla porpora cardinalizia proprio dal fratello Vincenzo Pecci, divenuto Leone XIII, durante il concistoro del 12 maggio 1879, mentre il conte Giovanni Battista Pecci fece da padrino all'ordinazione sacerdotale di sant'Antonino Fantosati, nel 1865, proprio a Carpineto Romano.
La famiglia Pecci apparteneva alla nobiltà di toga. Il padre era commissario di guerra e colonnello. Già in gioventù Vincenzo Gioacchino Pecci si segnalò quale ragazzo dotato, con una particolare predilezione per lo studio della lingua latina, e fu avviato agli studi sotto la guida di precettori nella casa paterna.
Nel 1818 il giovane Pecci, assieme al fratello Giuseppe, entrò nel collegio dei gesuiti di Viterbo e vi rimase per sei anni, conseguendo ottimi risultati; nel luglio 1824 Vincenzo Pecci indossò l'abito ecclesiastico; qualche settimana dopo, il 5 agosto, morì la madre: fu allora che il padre Domenico volle che i suoi figli, dopo la perdita della moglie, stessero con lui a Roma. Dal 1824 al 1832, studiò teologia presso il Collegium Romanum, dove nel 1830 venne nominato maestro assistente. Nel 1828, all'età di diciotto anni, Vincenzo Gioacchino emise la professione di fede entrando nel clero secolare, mentre il fratello Giuseppe entrò nell'ordine dei gesuiti. Sul finire del 1832 si iscrisse all'Università La Sapienza, dedicandosi agli studi di diritto canonico e civile, e nel 1835 ottenne la laurea "in utroque iure".

### Ministero sacerdotale
La formazione per il servizio diplomatico e amministrativo pontificio presso l'Accademia dei Nobili a Roma occupò Vincenzo Gioacchino Pecci dal 1832 al 1837, anno in cui egli fu ordinato sacerdote dall'arcivescovo di Ferrara Carlo Odescalchi. Celebrò la prima messa nella chiesa di Sant'Andrea al Quirinale, assistito dal fratello Giuseppe, recentemente entrato nella Compagnia di Gesù. Già nel 1838 il papa Gregorio XVI lo inviò quale delegato papale a Benevento, città appartenente allo Stato Pontificio. Il giovane Pecci, nonostante qualche ingenuità iniziale, nella sua breve esperienza beneventana riuscì a mostrare buone qualità di amministratore. L'8 giugno 1841 Gregorio XVI lo nominò delegato apostolico a Spoleto, dove rimase soltanto un mese, in quanto, essendo risultata vacante la sede di Perugia, il 12 luglio divenne delegato apostolico del capoluogo umbro. Nella nuova sede perugina si affaccendò maggiormente a riordinare l'amministrazione della giustizia e quella comunale, occupandosi anche della viabilità provinciale, realizzando la nuova e ampia strada che consentiva di salire in città. Inaugurata in occasione della visita a Perugia di Gregorio XVI il 25 settembre 1841, la nuova strada prese il nome di Gregoriana.

### Ministero episcopale e missione diplomatica in Belgio

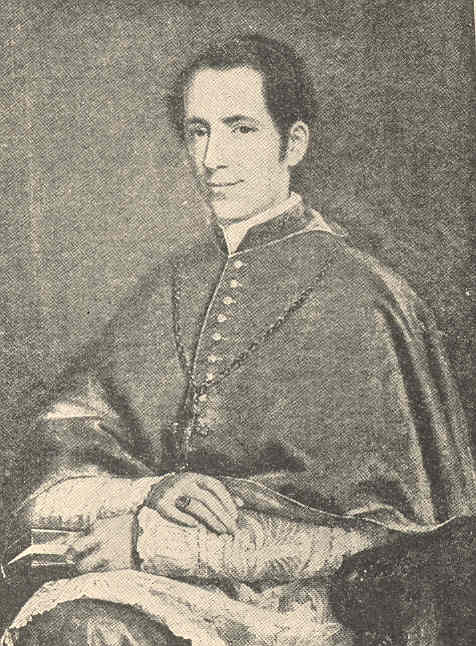
Il nunzio Vincenzo Gioacchino Pecci in Belgio

Nel 1843 papa Gregorio XVI lo nominò arcivescovo titolare di Damiata; ricevette la consacrazione episcopale nella chiesa di San Lorenzo in Panisperna per l'imposizione delle mani del cardinale Luigi Lambruschini il 19 febbraio 1843. Nel dicembre del 1842, il segretario di Stato Luigi Lambruschini gli affidò l'incarico di nunzio apostolico in Belgio, in sostituzione di monsignor Raffaele Fornari, nominato precedentemente nunzio apostolico in Francia; l'esperienza diplomatica in Belgio lasciò al monsignor Pecci una particolare predilezione per il mondo francofono, la cui stampa egli leggeva regolarmente. Tuttavia il suo sostegno all'episcopato belga, che si trovava in conflitto con il governo in merito all'istruzione giovanile, gli causò la richiesta alla Santa Sede di allontanamento da parte del re Leopoldo I, che naturalmente dovette essere accettata. Il 19 gennaio 1846 fu nominato arcivescovo ad personam di Perugia a causa del decesso di monsignor Carlo Filesio Cittadini, vescovo di Perugia.

### Arcivescovo di Perugia
Proprio nei giorni in cui avvenniva il passaggio di monsignor Pecci dalla nunziatura belga alla guida della Chiesa perugina, moriva papa Gregorio XVI e iniziava il lungo papato di Pio IX; un pontificato destinato a creare non pochi grattacapi a monsignor Pecci, il quale, soprattutto con il cardinal segretario di Stato Giacomo Antonelli, non riuscì a stabilire mai un rapporto di autentica cooperazione. Nella città umbra Pecci restò dal 1846 al 1877, ossia per più di trent'anni, nonostante in quel periodo fosse stato nominato cardinale.
In questi anni, nonostante i difficili rapporti con il nuovo Stato italiano, realizzò nel territorio diocesano oltre cinquanta chiese (dette chiese Leonine) e altri edifici. Monsignor Pecci dovette affrontare situazioni poco gradevoli nella sua diocesi, dove ambienti ostili alla Chiesa iniziavano a formarsi; iniziarono a sorgere, infatti, nuclei massonici, gruppi liberali favorevoli al regime costituzionale e all'unificazione nazionale, associazioni mazziniane e anticlericali. Egli evitò di ricorrere ad atteggiamenti duri e repressivi e adottò un'azione pastorale prevalentemente rivolta ad operare su un piano religioso, evitando di misurarsi sul campo politico; voleva rispondere ai bisogni religiosi dei fedeli e voleva preparare un clero in grado di fronteggiare i vari compiti che i mutamenti sociali e politici dettavano. In una allocuzione dell'11 settembre 1853, egli non nascose la presenza nella sua diocesi di un "indifferentismo nelle cose religiose e negl'interessi spirituali", della "inosservanza dei giorni festivi", della "nausea ed infrequenza ai Sacramenti", della "licenza del vivere e immoralità". Per porre rimedio a questi problemi occorreva, a suo avviso, un clero adeguatamente preparato.
Sin dai primi anni del suo episcopato presso la capitale umbra, monsignor Pecci ebbe particolarmente a cuore i problemi della cultura del clero, giudicando necessaria la formazione non soltanto religiosa, ma anche scientifica, storica e filosofica dei presbiteri della diocesi. Ebbe una particolare dedizione nei confronti del seminario, infatti rivide i programmi di studio, ispirandosi anche all'esperienza che maturò come nunzio apostolico in Belgio. Pur di ampliare i vani del seminario si privò anche di una parte dell'episcopio e seguì di persona la vita quotidiana dei seminaristi. Nel 1866 pubblicò anche un'istruzione sulla condotta del clero negli attuali tempi, nella quale si invitavano i sacerdoti ad "uno studio sodo, meditato ed assiduo".
Oltre a prestare particolari attenzioni all'educazione del presbiterio ed alla cura pastorale dei fedeli, dovette far fronte ad alcune situazioni amministrative; in particolare dovette tener testa all'inefficienza e alla corruzione di cui si resero protagonisti i tanti delegati pontifici che si avvicendarono in quegli anni nell'amministrazione della città: si alternarono otto delegati in soli quattordici anni, la maggior parte dei quali, se non si tiene conto dei futuri cardinali Consolini e Randi, furono non capaci di gestire l'amministrazione di Perugia con integrità morale e rettitudine. Il vescovo di Perugia dovette misurarsi con "una serie di delegati pontifici l'un più dell'altro di cortissimo intelletto, sospettosi di tutto e di tutti, noncuranti all'estremo del Vescovo e dei suoi avvisi". Monsignor Pecci diresse al cardinal segretario di Stato Antonelli aspre lettere di denuncia circa le mancanze amministrative della diocesi perugina. Tuttavia l'inefficace gestione pontificia finì per consolidare, soprattutto nel capoluogo umbro, le correnti liberali e massoniche, e l'adesione alla causa nazionale e alla politica del Piemonte. Nel giugno 1859 tutte queste componenti finirono per convergere, in violenti e cruenti combattimenti, noti come le "stragi di Perugia": il 14 giugno i gruppi liberali, i quali erano sostenuti da gran parte della popolazione studentesca perugina, si alzarono contro le autorità pontificie, dando vita ad un governo provvisorio che rimase in carica una sola settimana, dato che le truppe pontificie, riorganizzatesi, riconquistarono la città il 20 giugno dopo violenti scontri. Il vescovo Pecci, pur non nascondendo la sua soddisfazione per il ritorno del governo pontificio a Perugia, non mancò di lamentare la severità di alcuni provvedimenti presi, soprattutto circa la decisione di chiudere l'Università al fine di punire gli studenti che parteciparono all'insurrezione. Egli invano cercò di ottenere un atteggiamento più indulgente da Roma, tenendo conto che la causa dell'insurrezione andava ricercata anche nella cattiva amministrazione della città. Il governo pontificio era destinato ad avere vita breve a Perugia, infatti il 14 settembre 1860, l'esercito piemontese, guidato dal generale Fanti, conquistò la città perugina e il plebiscito del 4 novembre si pronunciò a favore dell'annessione al Regno dei Savoia.

### Cardinalato

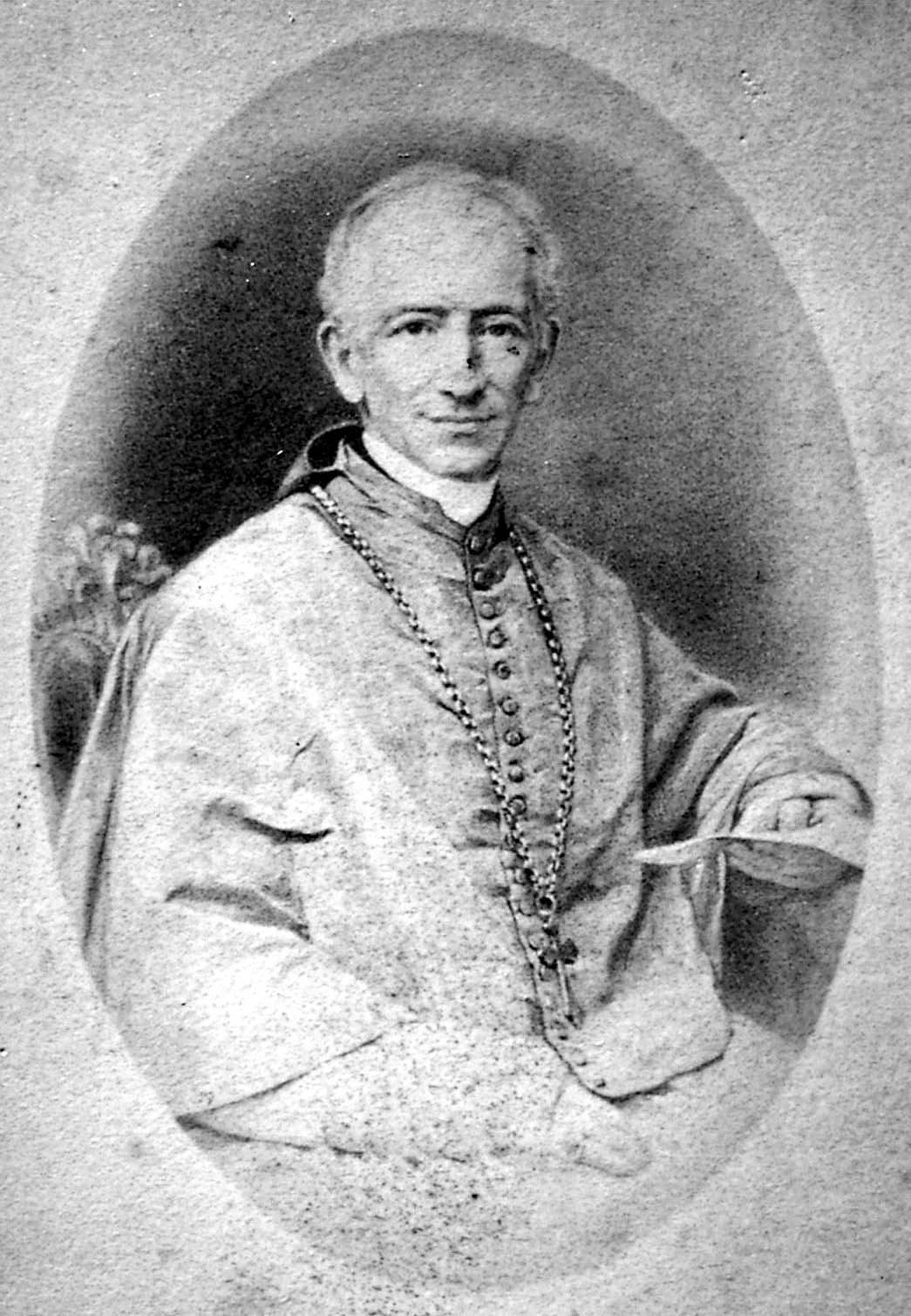
Il cardinale Pecci fotografato nel 1872 circa

Fu creato cardinale da Pio IX nel concistoro del 19 dicembre 1853.
Circa la questione nazionale il cardinale Pecci non manifestò mai particolari simpatie per le istanze patriottiche presenti in molti settori della Chiesa italiana. Riteneva che il potere temporale fosse un'esigenza necessaria per consentire alla Chiesa il libero esercizio della sua funzione spirituale. Nella pastorale del 12 febbraio 1860, dal titolo "Il dominio temporale della S. Sede", disapprovò con fermezza l'idea di voler fare "suddito di una potenza terrena il Sommo Sacerdote della Chiesa cattolica". Nell'ottobre 1860, quando il ministro Marco Minghetti invitò i vescovi del Regno a manifestare la propria adesione al nuovo regime politico, il cardinale Pecci volle indirizzare, a nome di tutto l'episcopato umbro, una lettera a papa Pio IX per riaffermare l'esigenza per la Chiesa cattolica dell'esercizio del potere temporale. Scrisse anche alcune lettere a Vittorio Emanuele II protestando fermamente per l'introduzione nelle nuove provincie dell'Umbria del matrimonio civile e per l'espulsione degli eremiti camaldolesi di Montecorona. Cionondimeno, queste proteste non furono mai poste con toni particolarmente aspri e il suo comportamento non fu mai provocatorio o smodato, bensì equilibrato e moderato, tanto che, quando Vittorio Emanuele si recò in visita a Perugia il 30 gennaio 1869, il cardinal Pecci volle inviargli una lettera nella quale affermava che "non avrebbe esitato di porgere senza indugio un riverente omaggio" alla persona del re, se non lo avessero trattenuto "le attuali condizioni e attinenze fra Chiesa e Governo" e "la sua vacillante salute". Non mancava di manifestare, comunque, il suo "profondo ossequio" al sovrano.
Si diceva del monsignor Pecci che fosse un uomo "di un valore indiscutibile, di una grande forza di volontà e di una rara severità nell'esercizio delle sue funzioni", aggiungendo che si trattava di "uno di quei preti che si devono stimare ed ammirare, un uomo di grandi vedute politiche e di scienza più grande ancora". Del resto, monsignor Pecci non aveva mai mancato di assumere posizioni autonome nei confronti di alcuni aspetti della politica del papa Pio IX. In particolare giudicò inopportuna l'adesione nel 1848 alla causa italiana e altrettanto intempestivo il successivo disimpegno. Non manifestò la sua convinzione piena circa la proclamazione del dogma dell'Immacolata Concezione. Riguardo al Sillabo aveva sostenuto, in sintonia con il vescovo di Orléans, monsignor Dupanloup, che le varie proposizioni del documento potevano essere interpretate correttamente solo se inserite nel loro contesto storico. Infine, in seno al concilio Vaticano I, assunse una posizione di equilibrio tra le correnti ultramontane e il gruppo degli antinfallibilisti. Pur riconoscendo e votando per l'infallibilità papale, riteneva necessario riconoscere maggiore dignità e autorità al corpo episcopale.
Dopo circa trent'anni di permanenza nella diocesi di Perugia, maturò il bisogno di trasferirsi. Il 3 ottobre 1874 scrisse al cardinale Prospero Caterini, prefetto della Sacra Congregazione del Concilio (oggi convertita nella Congregazione per il clero): "veggendo ogni giorno più deperire la mia vacillante salute, sento anche venir meno le forze a sostenere il peso di questa vasta diocesi che alla meglio ho servito da circa trent'anni". Manifestava il desiderio di ottenere una sede suburbicaria, la quale avrebbe alleviato le sue debolezze. Il cardinale Pecci dovette attendere ancora alcuni anni prima di vedere esaudito il suo desiderio. Il 22 aprile 1877, scrivendo al cardinale Giovanni Simeoni, nominato nuovo segretario di Stato dopo la morte del cardinale Antonelli, avvenuta il 3 novembre 1876, chiedeva che il pontefice avesse "in qualche considerazione" la sua persona "dopo trentadue anni di esercizio episcopale" e "ventiquattro nel Sacro Collegio". Egli desiderava una "posizione meno travagliosa ed un clima meno aspro specialmente nei mesi invernali" e chiedeva di essere trasferito a Roma, mantenendo tuttavia la guida della diocesi, che veniva affidata ad un vescovo ausiliare. La risposta del cardinale Simeoni fu incoraggiante: su proposta dello stesso cardinal Pecci, a guida della Chiesa perugina, in qualità di vescovo ausiliare, venne nominato il suo provicario generale monsignor Laurenzi. Il 4 giugno 1877 papa Pio IX lo autorizzò a risiedere a Roma e il 21 settembre del medesimo anno lo nominò camerlengo di Santa Romana Chiesa.

### Il conclave del 1878

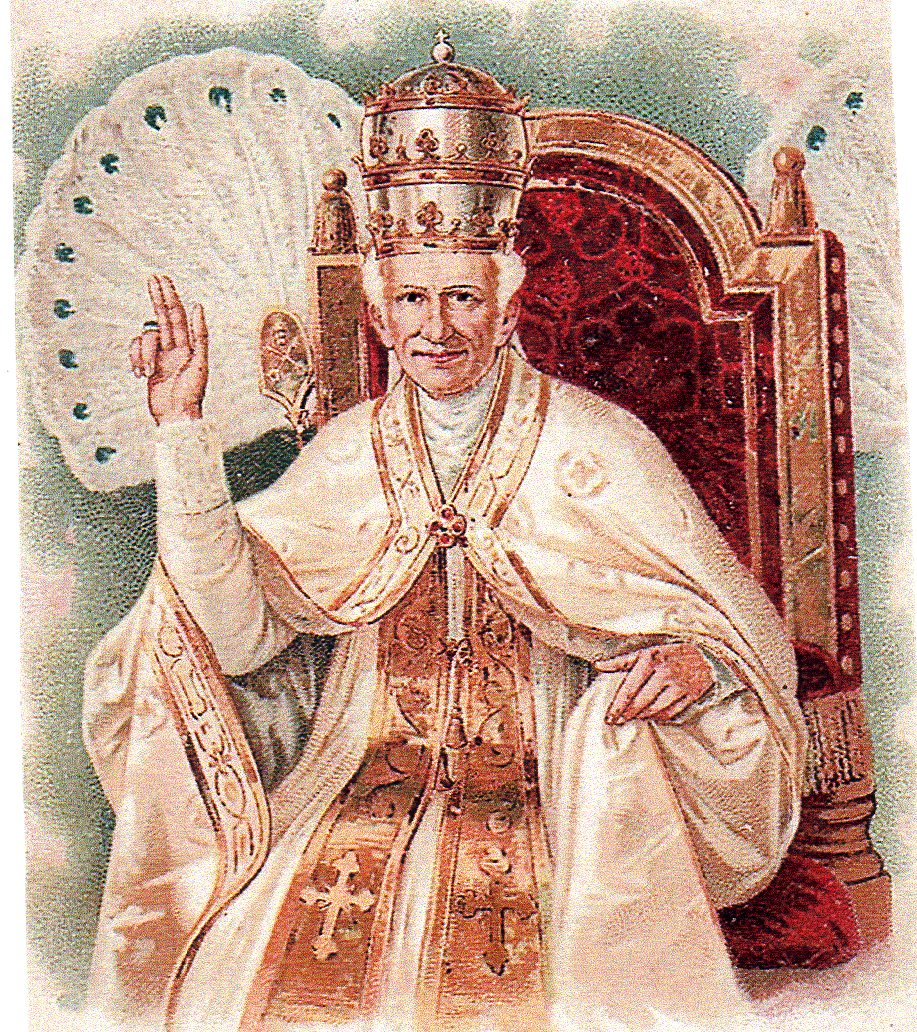
Papa Leone XIII appena eletto

Alla morte di Pio IX, avvenuta il 7 febbraio 1878, la diplomazia europea non mancò di esercitare una significativa pressione sul collegio cardinalizio al fine di indirizzarlo verso una scelta moderata, che avrebbe dovuto stemperare gli atteggiamenti intransigenti che avevano segnato gli ultimi anni del pontificato di Pio IX. Sin dalla prima votazione al conclave, apertosi il 18 febbraio, emerse un chiaro orientamento a favore del cardinal Pecci. La sua candidatura era sostenuta principalmente dal cardinale Bartolini, dal cardinale Manning e dall'arcivescovo di Lovanio, cardinal Dechamps. I governi francese, spagnolo e austro-ungarico imposero veti significativi sulla candidatura del cardinale Bilio. In particolare il ministro degli esteri francese Waddington non mancò, tramite il vescovo di Orléans, monsignor Dupanloup, di sostenere la candidatura del cardinal Pecci.
Il cardinale Pecci fu eletto sommo pontefice, il primo dopo la fine del millenario potere temporale dei papi, il 20 febbraio 1878, dopo un conclave di soli due giorni, al terzo scrutinio, con quarantaquattro voti a favore.

## Il pontificato
"D'azzurro, al cipresso piantato su una pianura, il tutto di verde, alla fascia d'argento attraversante, accompagnata nel cantone destro del capo da una stella cometa d'oro disposta in banda e in punta da due gigli del medesimo".
La sua salute cagionevole lasciava presagire un pontificato di transizione. Esso si sarebbe rivelato invece addirittura il terzo per durata all'epoca (essendo il secondo quello di Pio IX, pontefice che regnò dal 1846 al 1878, e considerando anche quello di san Pietro) e, solo nel 2004, è stato superato da quello di Giovanni Paolo II.

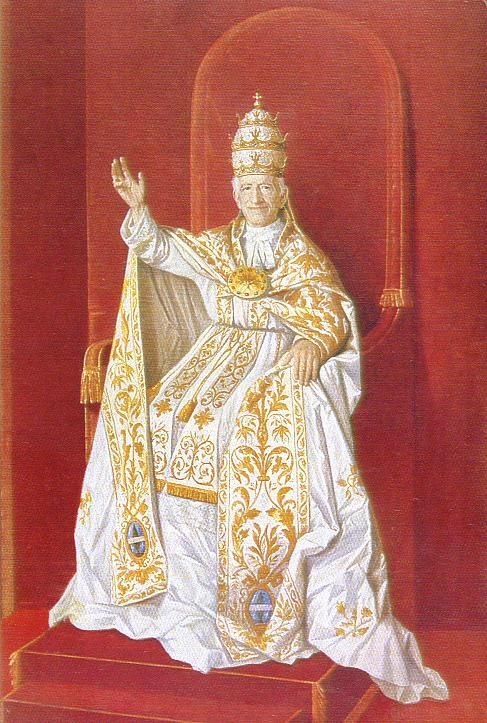
Papa Leone XIII dopo la sua incoronazione

La scelta del nome Leone (in omaggio al papa Leone XII che ammirò molto in gioventù) costituì un primo segno che il nuovo pontefice intendeva perseguire un mutamento nell'impostazione del papato rispetto al proprio predecessore.
L'incoronazione di Leone XIII ebbe luogo nella Cappella Sistina il 3 marzo 1878.

### Attività diplomatica
Il pontificato di Leone XIII si inserì in un'epoca di progressiva laicizzazione della società. Tale circostanza comportò una serie di tensioni fra la Santa Sede e i vari governi. Papa Leone XIII seppe fare opera di mediazione tra le istanze legate alla modernità e la posizione intransigente presa dal suo predecessore Pio IX. In Italia egli proseguì tuttavia la ferma opposizione al Regno d'Italia, mantenendo il Non expedit e impedendo dunque la partecipazione dei cattolici italiani alle elezioni e, in generale, alla vita politica dello Stato.
In seguito alla proposta di un Comitato internazionale composto da grandi personalità, rappresentative degli ambienti culturali e politici europei, si pianificò l'iniziativa della erezione di un monumento a Giordano Bruno in Roma. In reazione alla netta opposizione della Santa Sede, nel gennaio del 1888 si organizzarono manifestazioni a favore del monumento da parte degli studenti romani, represse dalla polizia con scontri e arresti, sino ad arrivare alla chiusura dell'Università di Roma. In seguito alle elezioni per il rinnovo del Consiglio comunale di Roma del giugno 1888, i liberali ottennero la maggioranza grazie al sostegno nei confronti dell'iniziativa, e nel dicembre il nuovo Consiglio concesse lo spazio di Campo de' Fiori per l'erezione del monumento, ottenendo anche l'approvazione del capo del governo Francesco Crispi. Leone XIII, rinunciando a lasciare Roma, come in realtà aveva minacciato, rimase tutto il giorno in digiuno e in raccoglimento davanti alla statua di san Pietro.

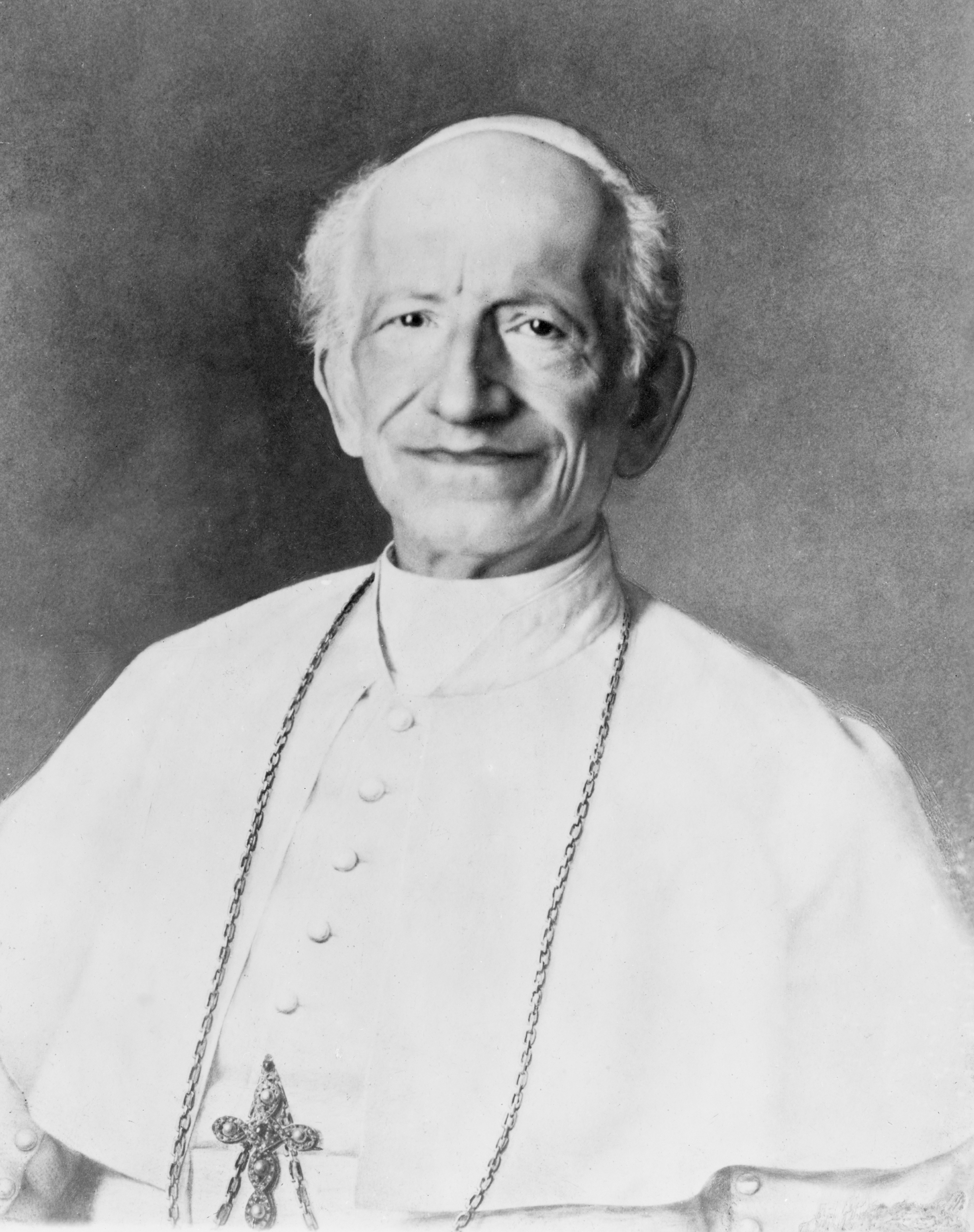
Fotografia di Leone XIII scattata intorno al 1898

Quindi il 30 giugno 1889 pronunciò una solenne allocuzione di condanna e di protesta per l'oltraggio che affermava di avere subito, denunciando la "lotta a oltranza contro la religione cattolica" da parte di un mondo moderno ostile alla Chiesa e a Dio. Quanto a Bruno, l'allocuzione papale confermava in pieno la legittimità della condanna e del rogo: "non possedeva un sapere scientifico rilevante" mentre aveva avuto "stravaganze di debolezza e corruzione". La celebrazione del 9 giugno 1889 apparve un evento di portata europea: i sentimenti a favore della libertà scientifica e contro l'oscurantismo religioso vennero espressi in una imponente manifestazione. L'oratore ufficiale, Giovanni Bovio, disse che il papa soffriva di più le celebrazioni di quella giornata che la perdita dello Stato della Chiesa.
Nel 1896 inviò un breve apostolico di apprezzamento e sostegno al Congresso antimassonico internazionale di Trento.
In Germania, con una serie di concessioni a Bismarck Leone XIII seppe - opponendosi anche al Partito cattolico tedesco, la Zentrumspartei – porre termine al Kulturkampf. Pure in Francia – suscitando anche lì il malcontento dei settori cattolici più conservatori – invitò i cattolici al rappacificamento con la Terza Repubblica, malgrado quest'ultima, governata da maggioranze vieppiù radicali e anticlericali, avviasse un programma di progressiva secolarizzazione delle istituzioni, a iniziare dal settore scolastico. Tale evoluzione sfociò, nel 1905, dopo la morte di Leone XIII, nella separazione tra Stato e Chiesa.

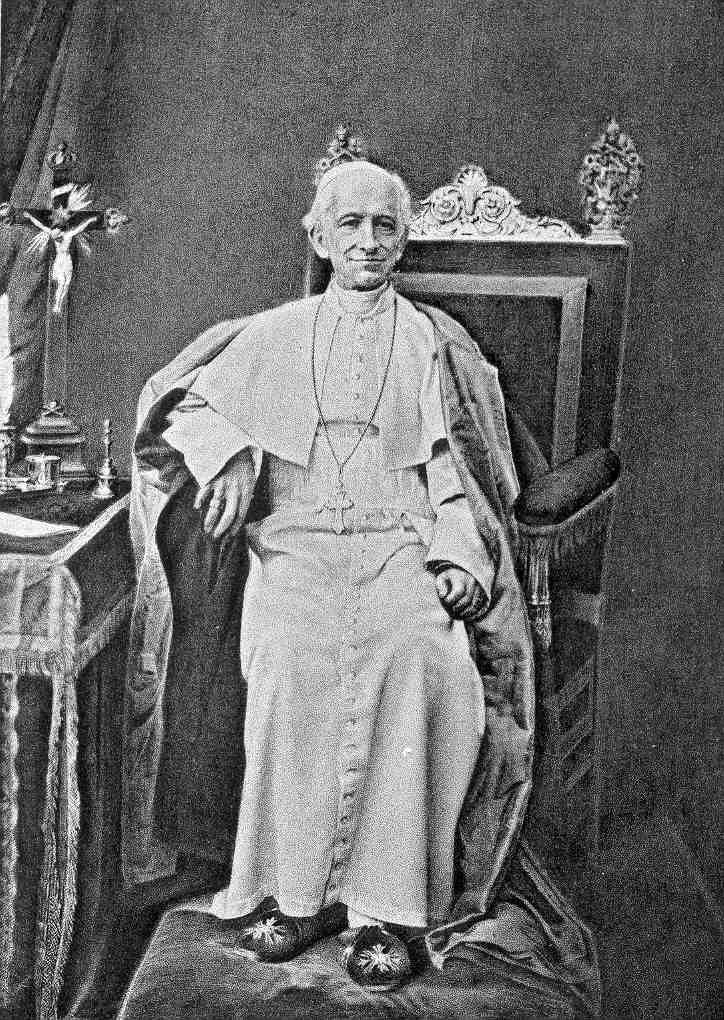
Un ritratto del papa Leone XIII

Maggior successo ebbe la politica del pontefice nelle controversie aperte con la Svizzera e con i Paesi dell'America Latina. Vi furono i primi contatti con gli Stati Uniti d'America e con la Russia e pure le relazioni con il Regno Unito e la Spagna migliorarono. La statura internazionale del Papa – pur non raggiungendo il livello di coinvolgimento politico e di influenza a cui Leone XIII mirava – si accrebbe anche grazie alla mediazione che egli svolse sia nel conflitto delle Isole Caroline sia per la guerra ispano-americana del 1898.

### Attività pastorale
(Papa Leone XIII, Rerum Novarum, XVII)
Nella sua enciclica Immortale Dei del 1885 affrontò il problema del ruolo dei cattolici negli stati moderni, negando il conflitto tra scienza e religione nell'Aeterni Patris del 1879. La sua enciclica Rerum Novarum, pubblicata nel 1891, è considerata il testo fondativo della moderna dottrina sociale cristiana. La Rerum Novarum affronta il problema dei diritti e dei doveri del capitale e del lavoro, cercando di mediare tra le posizioni di orientamento socialista e rivoluzionario e quelle proprie del liberismo economico di impronta capitalista, inaugurando una riflessione sui problemi del lavoro nel mondo moderno successivamente ripresa e approfondita nel 1931 dalla Quadragesimo Anno del papa Pio XI, dalla Mater et Magistra di Giovanni XXIII del 1961, dalla Populorum progressio di Paolo VI del 1967 e, più di recente, (1991), dalla Centesimus Annus di Giovanni Paolo II.
Il pontefice si schiera per la collaborazione fra le classi:

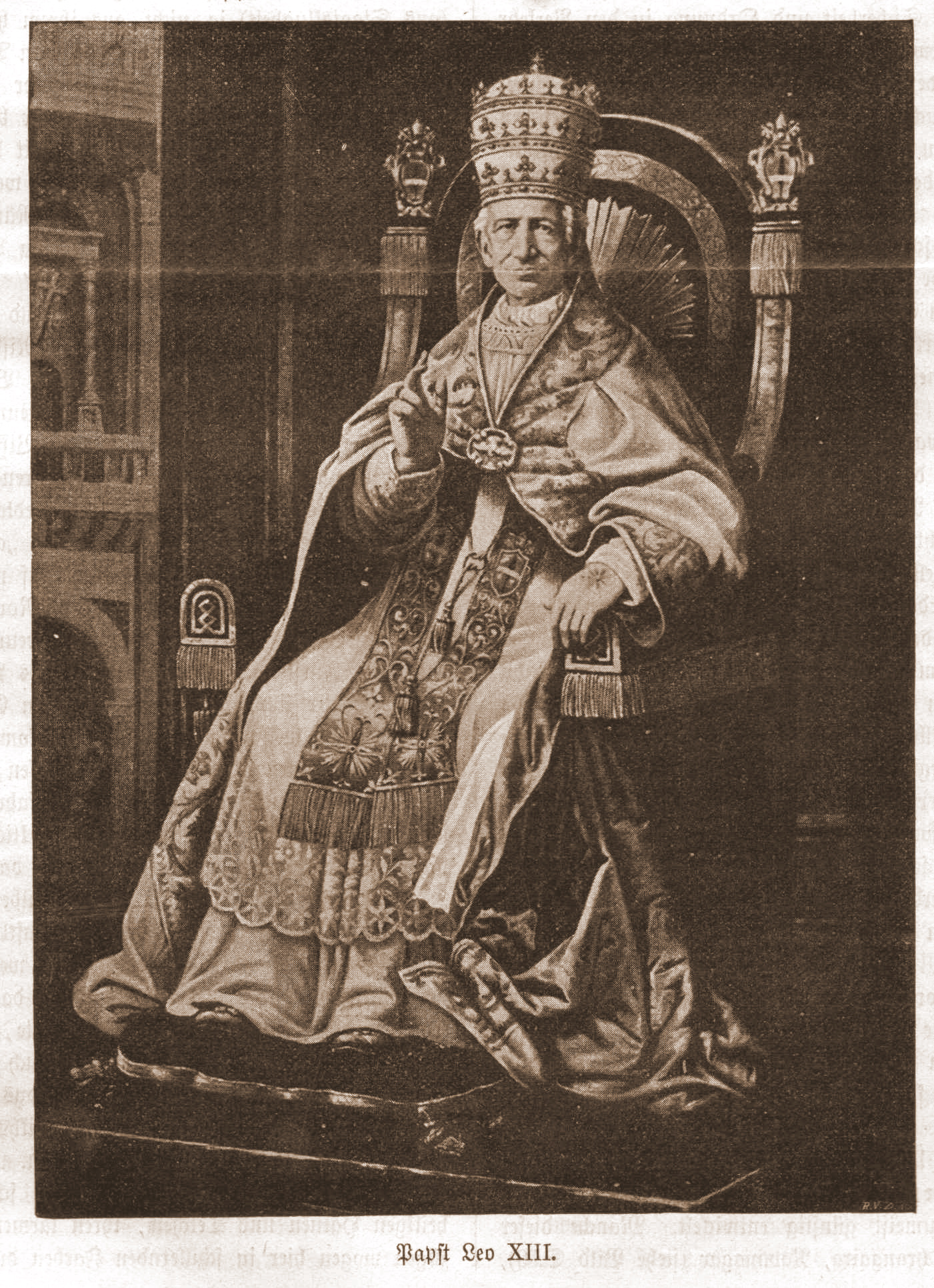
Papa Leone XIII in sedia gestatoria

Fu particolarmente attivo dal punto di vista dell'insegnamento, fondando istituti di filosofia e università curate da religiosi e da laici. Si aprì al laicato universitario, grazie alle numerose accademie presenti all'epoca, in particolare a Siena, dove operò lo scolarca presidente Girolamo Benvoglienti, e a Lucca. Furono proprio le raccomandazioni dei vescovi Filippo Sardi (3 agosto 1789 – 8 marzo 1826) e Giuseppe II De Nobili (3 luglio 1826 – 29 marzo 1836) a permettere il lavoro degli accademici coadiutori dell'enciclica della modernità, ovvero la Rerum Novarum, i filomati di Lucca, presieduti da Luigi Fornaciari. Tra le università vanno ricordate quelle cattoliche che, in diverse città (Lovanio, Washington), operarono per la proliferazione della filosofia, della teologia e dell'arte. Leone XIII inoltre aprì agli studiosi parte dell'Archivio segreto vaticano.
Importante anche l'incentivo ad alcune cause di beatificazione e canonizzazione; ad esempio fu lui a canonizzare Chiara da Montefalco e a ordinare, il 19 dicembre 1878, la riapertura del processo di canonizzazione di Camilla da Varano, ossia la beata Battista, processo che peraltro giungerà a conclusione solo nell'ottobre 2010 per opera del papa Benedetto XVI.

### Visioni mistiche
Nel 1884 Leone XIII avrebbe avuto una visione mistica, dalla quale sarebbe stato vivamente impressionato. La mattina del 13 ottobre, durante una celebrazione nella Cappella Paolina, assunse un atteggiamento fuori dal comune: parve improvvisamente immobilizzato per qualche minuto, dopo di che, con aspetto provato, rientrò prontamente nel suo studio. I presenti lo temettero vittima di un malore, ma poco dopo egli convocò il responsabile della Congregazione dei Riti e, affidandogli il manoscritto di una preghiera appena composta, ne decretò l'inserimento nel Rituale Romano. La preghiera è una elaborata invocazione all'Arcangelo Michele in difesa di una qualche azione incombente del Diavolo "Sancte Michael arcangele, defende nos in proelio, contra nequitias et insidias diaboli esto praesidium...". L'orazione rimasta nella liturgia fu poi rimossa dalle disposizioni del Concilio Vaticano II.

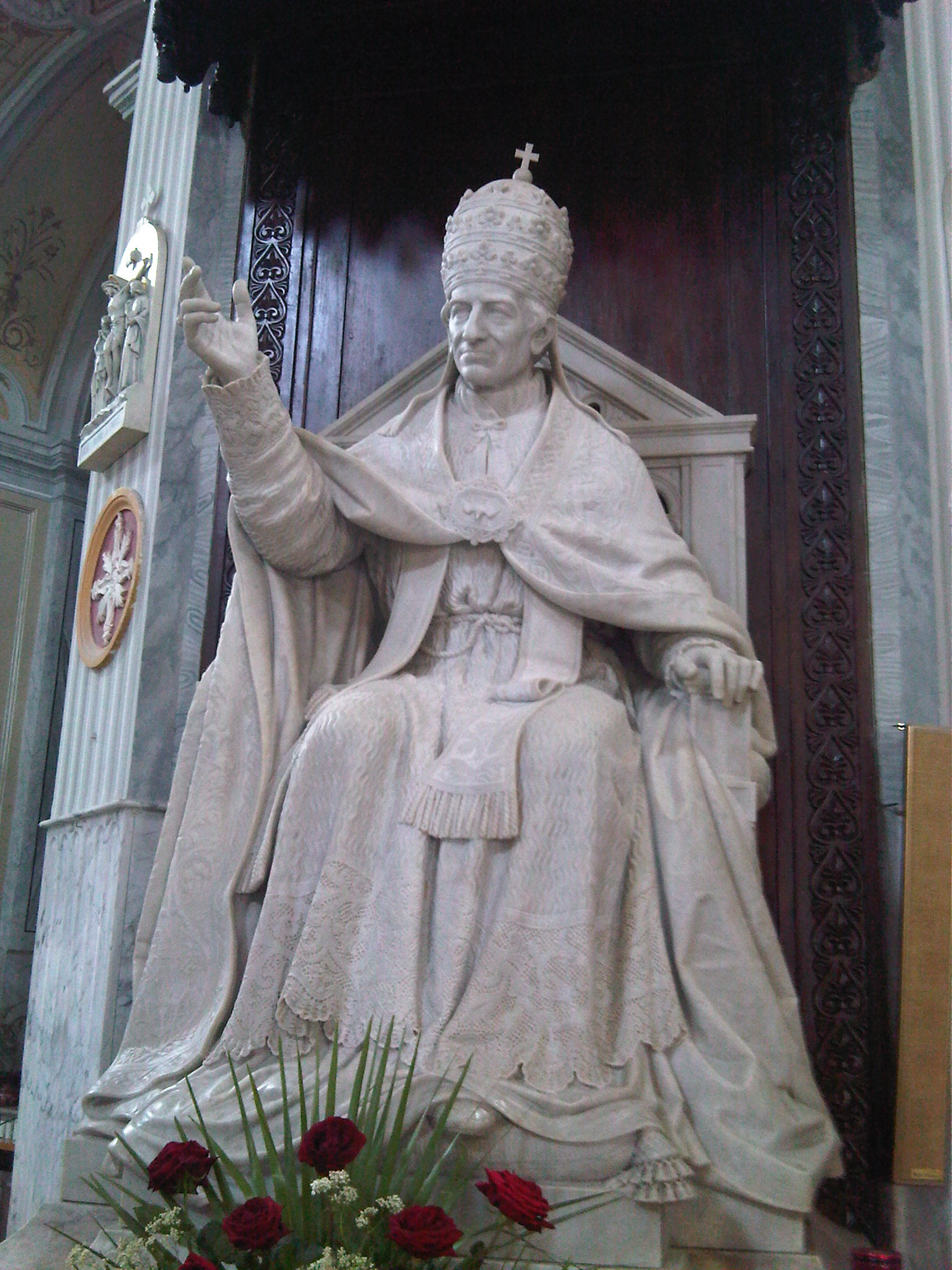
Statua di Leone XIII nella chiesa collegiata di Carpineto Romano

Quanto accadde quel giorno fu interpretato dal cardinale Pietro Boetto, che ne ricevette confidenza dal confessore personale di Leone XIII e dal cardinale Giovan Battista Nasalli Rocca: tale resoconto pubblico avvenne solo nel 1946. In sintesi il papa aveva narrato la scena di una terrificante fuoriuscita di demoni dalla superficie terrestre spaccata, i quali, dopo aver procurato numerosi disastri, giungevano alle soglie della Basilica di San Pietro provocandone quasi il crollo. A fermare la loro malefica impresa, discese l'Arcangelo Michele che sconfisse la schiera infernale. Di seguito aveva udito voci soprannaturali che preludevano l'avverarsi della minaccia entro un periodo temporale equivalente a qualche altro pontificato. Il pericolo sarebbe stato rappresentato sia dalla nazione russa che da un'aggressione contro la Chiesa, allo scopo di testarne fede e tenuta, operata da Satana a cui Dio concedeva un secolo di libertà di azione.
Sebbene sia inconsueto nella cronaca ecclesiastica dei pontificati questo tipo di visioni, l'episodio, attestato da fonti attendibili e con la conseguenza di una preghiera liturgica, è in sintonia con un apocalittico respiro religioso che aleggiava all'epoca, pur favorito da dichiarate apparizioni mariane, e che non è escluso abbia coinvolto emotivamente l'allora papa. Infatti, già all'inizio del suo ministero sembra gli fosse stata recapitata una presunta lettera di Bernadette Soubirous, la veggente di Lourdes, che induceva presentimenti inquietanti. Tale missiva fu rinvenuta tra gli archivi vaticani nel 1997 dal prelato francese A. La Grande. Sulla sua autenticità persistono dubbi, ma è comunque probabile che il papa l'abbia ricevuta.
La portata dell'esperienza mistica avuta da Leone XIII sulla pastorale prettamente religiosa è certa, dal momento che per la relativa sua "...preghiera esorcistica..." prescrisse la recita in ginocchio al termine di ogni messa e in ogni comunità ecclesiale del mondo. Ne è ipotizzabile il peso sulla sua seguente ispirazione extra-liturgica, in quanto l'anno successivo iniziò a manifestare una più comprensiva attenzione per il neonato Stato italiano unitario e per le condizioni economico-sociali delle categorie lavoratrici più umili. In sintesi, dopo il 1884 si ravvisa un nuovo impulso del suo pontificato e c'è chi considera quella visione escatologica una delle sue molle.

### Vita privata nel pontificato

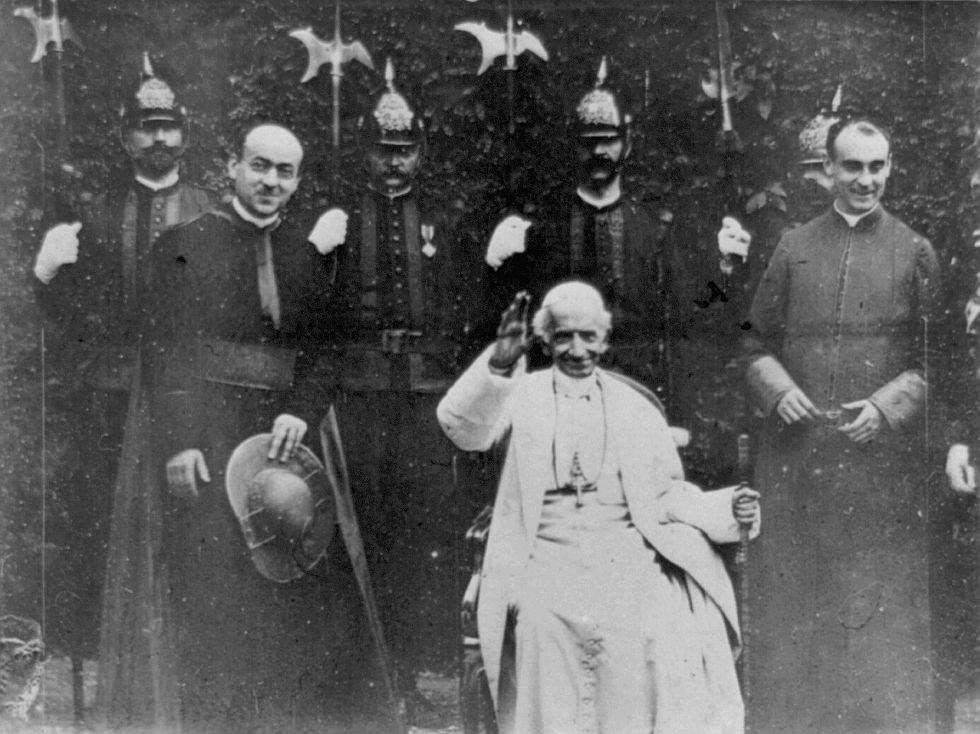
Fotogramma di Sua Santità papa Leone XIII, pellicola del 1898 che ritrae Leone XIII girata da William Dickson per la Biograph; è il primo filmato in cui compare un papa.

Anche dopo avere passato i novant'anni di età, Leone XIII continuò assiduamente lo studio della lingua latina, che padroneggiava con competenza ed eleganza, come dimostra il riconosciuto pregio letterario di impronta classicista delle sue encicliche. Sempre in latino egli era solito scrivere liriche, essenzialmente in distico: non di rado, colto da insonnia, si levava nottetempo dal letto per mettersi alla scrivania (avendo cura di non far rumore per non svegliare il fidato cameriere Pio Centra che dormiva in anticamera) e scrivere i versi che aveva formato nella propria mente.
Papa Pecci era inoltre dantista appassionato: vantava una conoscenza mnemonica accurata e puntuale della Divina Commedia e fu un assiduo lettore di giornali e riviste, soprattutto di area francofona (abitudine acquisita nel corso del suo mandato di nunzio in Belgio).
Il suo stile di vita era all'insegna della semplicità e della frugalità: come riferito da fonti interne al Vaticano, il pontefice dormiva poche ore per notte (complici anche le succitate insonnie), si levava prima delle ore 6 del mattino e - dopo una breve funzione religiosa nella cappella privata - si metteva subito al lavoro. Era poi solito compiere lunghe passeggiate nei Giardini Vaticani e nel tempo libero uccellava presso un roccolo fatto piantare su sua specifica richiesta, retaggio della sua passione giovanile per la caccia; quando però riusciva a far cadere uccelli in trappola nelle reti, li liberava delicatamente, li accarezzava e quindi li lasciava volar via. Altrettanto faceva con le tortore che gli venivano offerte dai fedeli come simbolo nelle funzioni di beatificazione e di canonizzazione.
Per lungo tempo rifiutò di servirsi di stufe o caloriferi nei propri appartamenti, tenendo soltanto il tradizionale braciere ciociaro in mezzo alla camera da letto. Probabilmente la bassa temperatura ambientale domestica nelle giornate più rigide fu tra le concause di alcuni raffreddori da lui contratti, che l'opinione pubblica riteneva erroneamente sintomi di malattie più gravi. Solo negli ultimi anni di vita, cedendo all'insistenza dell'archiatra dr. Giuseppe Lapponi, Leone XIII acconsentì a dotare le proprie residenze di moderni sistemi di riscaldamento (e a dormire qualche ora in più).
Il pontefice era inoltre parco di cibo e bevande: secondo le fonti del tempo il suo regime nutritivo era basato su caffè, latte vaccino e caprino (quest'ultimo munto dagli ovini donatigli dai concittadini di Carpineto Romano), qualche tazzina di brodo ristretto, molti tuorli d'uovo sbattuti con un po' di marsala, poca frutta, un'aletta di pollo al mattino e un mezzo petto alla sera. Ai pasti accompagnava giornalmente due dita di vino di Bordeaux fornitogli appositamente da un convento della Borgogna.

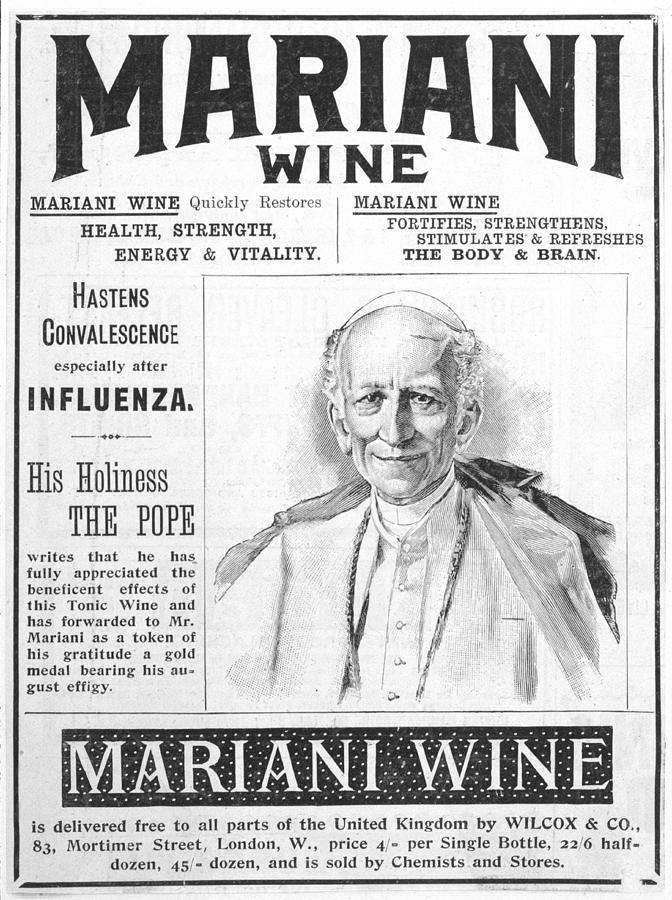
Manifesto promozionale del vino Mariani con il ritratto di Leone XIII.

Tra i suoi pochi vizi vi erano il tabacco da fiuto, che assumeva solo privatamente e mai in presenza di estranei (sebbene talora qualche granellino di polvere gli cadesse sulla veste talare bianca, lasciando intuire l'abitudine) e il vino Mariani, del quale fu convinto bevitore: giudicandone particolarmente salutari e tonificanti gli effetti, concedette alla ditta produttrice l'uso della propria effigie come testimonial per manifesti e inserzioni pubblicitarie. La passione per questa bevanda, all'epoca considerata alla stregua di un medicinale (e successivamente tolta dal commercio allorché si prese coscienza dei rischi legati ai preparati a base di coca), era del resto condivisa internazionalmente da vari altri personaggi celebri: tra i suoi consumatori vi furono anche un altro papa (Pio X), vari monarchi, politici e nobili (dallo zar di Russia al principe di Galles, passando per il presidente statunitense William McKinley) e un migliaio di altri personaggi pubblici (quali Sarah Bernhardt, J. J. Thomson, Émile Zola e l'autore dell'Inno pontificio Charles Gounod).
Anche in età avanzata la sua memoria rimase straordinariamente lucida: ricordava infatti tutti i più piccoli incidenti della sua vita giovanile e dell'adolescenza, nonché le più svariate letture fatte sia di recente che nel più lontano passato. Usava inoltre dialogare assiduamente con persone più anziane di lui, onde conoscerne le abitudini di vita al fine di conformarvisi.
Le difficoltà di movimento legate all'anzianità lo obbligarono progressivamente a servirsi di un bastone da passeggio per deambulare; tuttavia, quando scorgeva da lontano una persona estranea alla famiglia pontificia, faceva ogni sforzo per camminare senza l'aiuto del bastone facendolo passare con disinvoltura da una mano all'altra.
Tra il 1898 e il 1903 divenne inoltre il primo pontefice romano ad essere filmato e audioregistrato. Nel primo caso, dinnanzi alla cinepresa di William K.L. Dickson, impartì la prima benedizione "mediatica" nella storia della Santa Sede; nel secondo, pochi mesi prima di morire, il 5 febbraio 1903, la sua voce venne incisa su un cilindro fonografico (Bettini Phonogramme-B mx 1-D) mentre declamava l'Ave Maria in latino e la formula di benedizione apostolica.
La notevole longevità risultò sorprendente per il tempo: al momento della sua elezione egli era infatti apparso anziano, stanco e malaticcio, in particolare per il tremore alla mano cagionatogli da un salasso fatto male. Leone XIII stesso, ironizzando sulla propria infermità, aveva confidato a stretto giro ai propri collaboratori di presagire una breve durata del proprio ministero (con susseguente necessità di allestire un nuovo conclave in tempi ristretti). Allorché però divenne evidente che tale predizione non si sarebbe verificata nella famiglia pontificia si diffuse una battuta di segno opposto:

### La morte

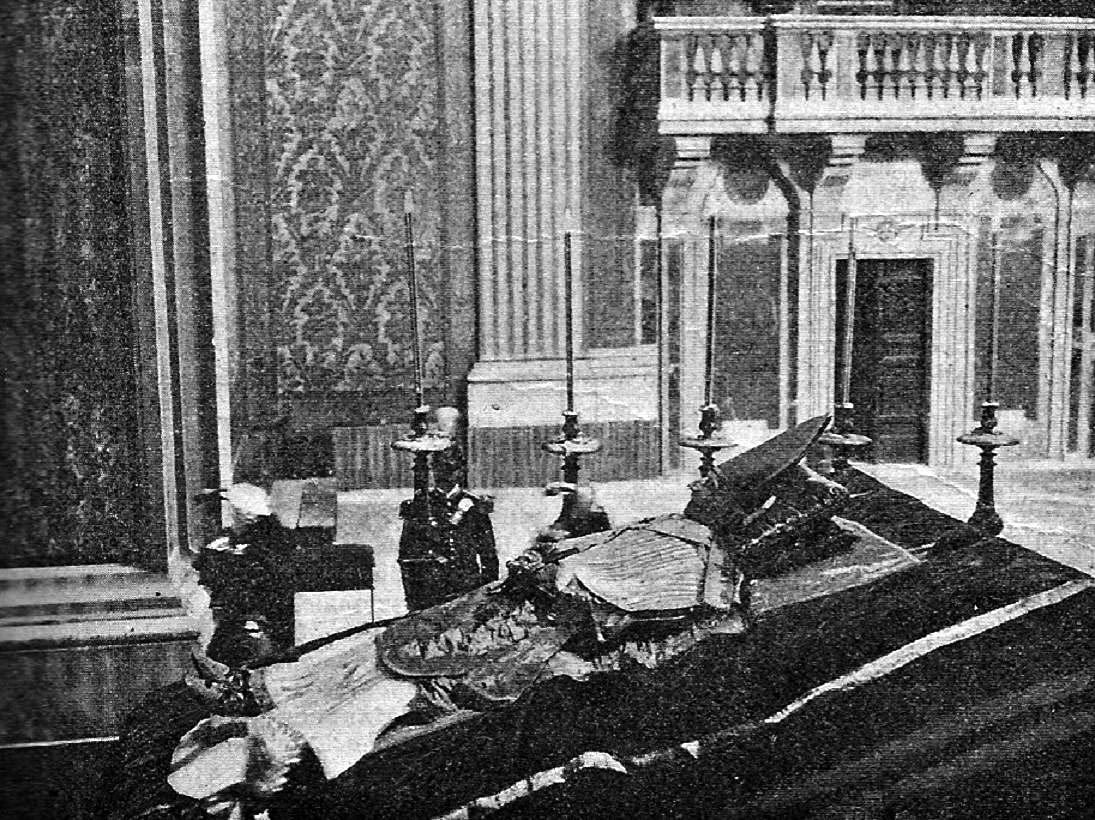
La salma di Leone XIII esposta nella Cappella del Santissimo Sacramento nella basilica vaticana

Dopo una lunghissima agonia Leone XIII morì il 20 luglio 1903 alle ore 16, dopo venticinque anni, cinque mesi e cinque giorni di pontificato.
La Domenica del Corriere del 26 luglio del 1903 scrisse:

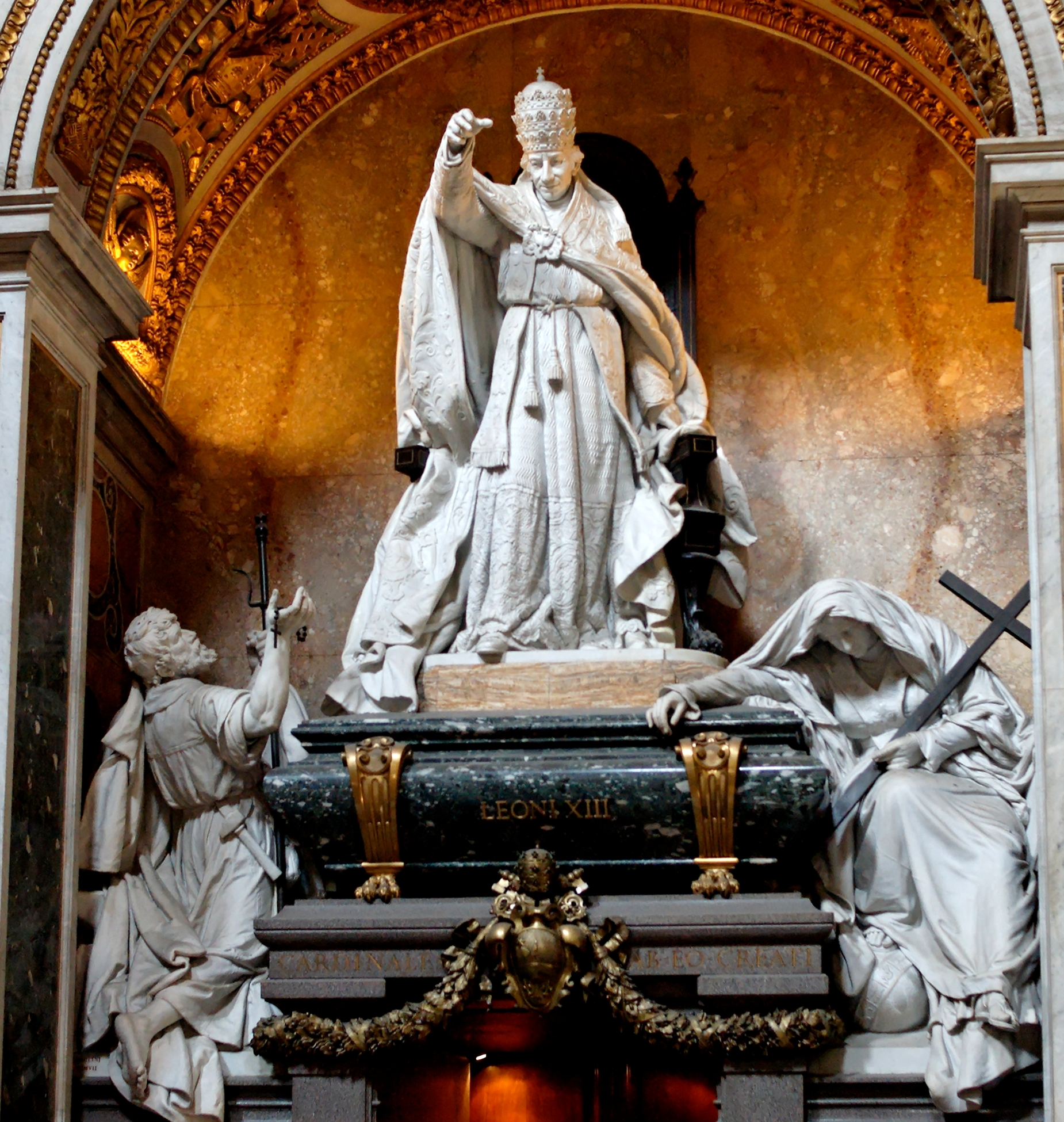
La tomba monumentale di Leone XIII nella basilica di San Giovanni in Laterano

Leone XIII fu sepolto nella basilica di San Giovanni in Laterano.
Il conclave successivo alla sua morte fu più breve di quanto comunemente previsto: iniziò la sera del 31 luglio 1903 e terminò il 4 agosto. Fra i 62 cardinali convenuti, le tendenze erano due: continuare la politica del pontefice scomparso (con colui che era stato accanto al papa come segretario di Stato, Mariano Rampolla del Tindaro), o cambiare rotta. E a sorpresa (anche per influenze esterne) venne eletto il cardinale Giuseppe Sarto, patriarca di Venezia, che prenderà il nome di Pio X.
Ha detenuto per 117 anni il primato di pontefice più longevo della storia, essendo deceduto a 93 anni (escluso il caso del papa Agatone, secondo la tradizione morto a 106 anni). Tale record venne poi superato nel 2020 dal papa emerito Benedetto XVI (morto nel 2022 a 95 anni); mantiene comunque il record di pontefice più anziano deceduto in carica, poiché Joseph Ratzinger aveva rinunciato al ministero petrino nel 2013, a 85 anni.

## Concistori per la creazione di nuovi cardinali
Papa Leone XIII durante il suo pontificato ha creato 147 cardinali nel corso di ventisette distinti concistori.

## Encicliche del pontificato

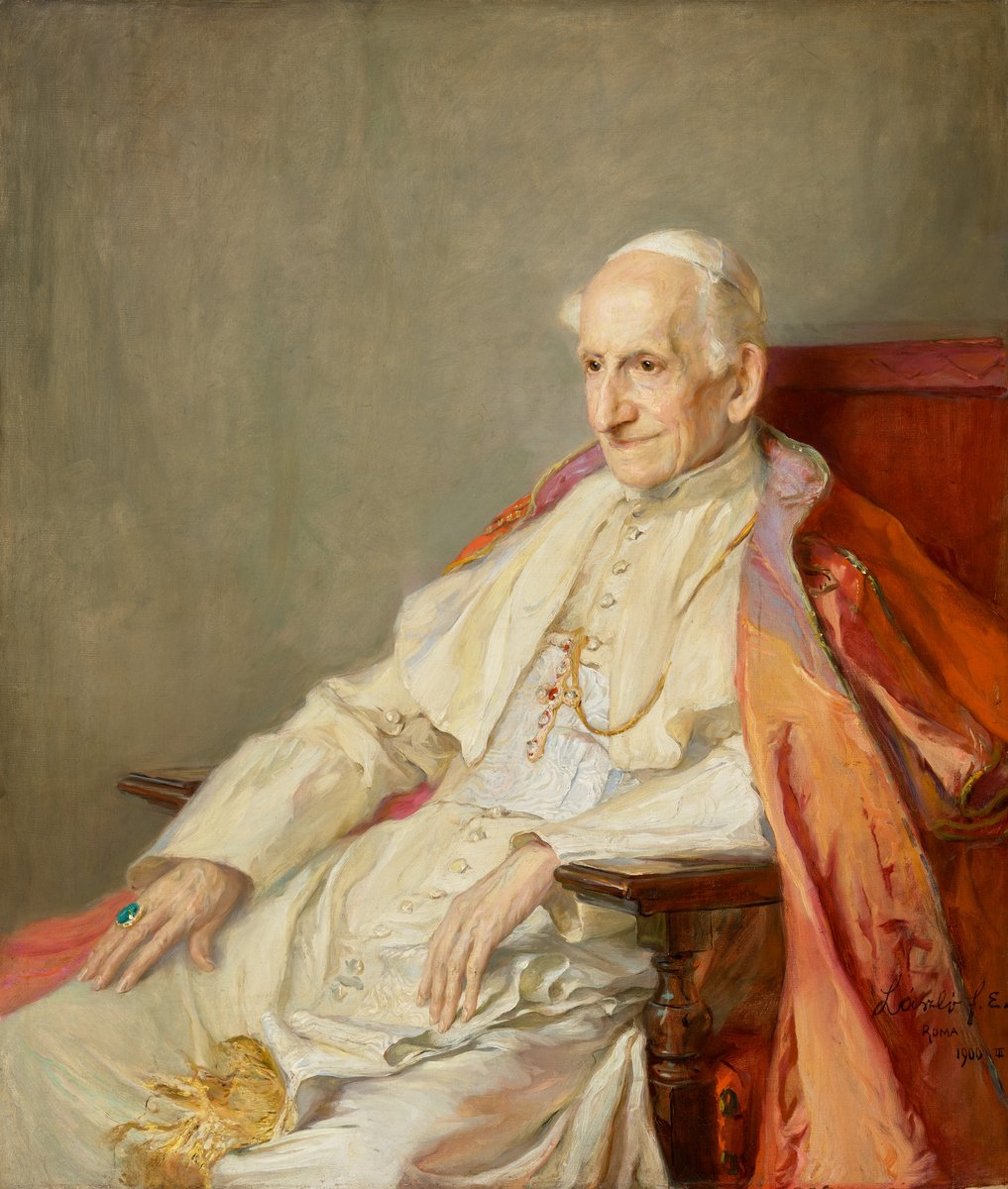
Ritratto di papa Leone XIII di Philip de László, 1900

Papa Leone XIII scrisse moltissime encicliche nel suo lungo pontificato. Il sito ufficiale del Vaticano ne censisce ben 86.
Alcune tra le principali encicliche:
- Inscrutabili Dei Consilio (1878): in essa il papa denuncia i mali sociali del suo tempo, che a suo avviso derivano dal disprezzo con il quale da più parti viene ripudiata l'autorità della Chiesa, madre di civiltà, che tanto ha giovato nei secoli all'intera umanità ed in modo particolare all'Italia e a Roma. Il pontefice dunque reclama rispetto e libertà per la Santa Sede ed esalta il Sacramento del matrimonio e i valori della famiglia.
- Quod Apostolici Muneris (1878): è la prima enciclica di un papa di carattere sociale.
- Aeterni Patris (1879): con questa enciclica Leone XIII vuole rilanciare la filosofia tomista, reputata la più adeguata per la riforma di una società in via di secolarizzazione, e la più congeniale al messaggio cristiano.
- Arcanum Divinae (1880): è la prima enciclica di un papa dedicata al tema della famiglia e del matrimonio cristiano. In difesa della famiglia, insidiata da rinascenti errori, il pontefice esalta il valore del matrimonio, elevato da Gesù alla dignità di sacramento. Ricordata l'origine del matrimonio e le successive aberranti degenerazioni della poligamia, Leone XIII riafferma gli scopi e la disciplina delle nozze cristiane; condanna il matrimonio civile e il divorzio; riafferma l'esclusivo potere legislativo e giudiziario della Chiesa in materia di vincolo nuziale.
- Sancta Dei Civitas (1880): enciclica sull'attività missionaria.
- Diuturnum Illud (1881): la Chiesa non fa preferenza di regime politico, purché esso rispetti il diritto di Dio. Attraverso un modo di elezione non si dà la potestà (che viene solo da Dio), ma si stabilisce soltanto chi debba essere colui che la detiene.
- Supremi Apostolatus Officio (1883) ("Dall'ufficio del Supremo Apostolato"): in questa enciclica viene decretato che la solennità della Madonna del Rosario sia celebrata con speciale devozione in tutto il mondo cattolico, e che dal primo giorno del mese di ottobre sino al due del successivo novembre in tutte le Chiese parrocchiali del mondo si recitino almeno cinque decine del Rosario, con l'aggiunta delle Litanie Lauretane.
- Humanum genus (1884): l'enciclica considera la fine del XIX secolo un'era pericolosa per i cristiani e condanna la massoneria, così come una serie di pratiche connesse con la massoneria, compreso il naturalismo, come la sovranità popolare, che non riconosce Dio e l'idea che lo stato dovrebbe essere "senza Dio", il comunismo e il socialismo dell'epoca definiti come "una or l'altra di quelle capitali dottrine, in cui il veleno degli errori massonici pareva che fosse più intimamente penetrato".
- Immortale Dei (1885): Leone XIII si chiede: se tra i liberali alcuni dicono che l'uomo è in dipendenza da Dio a livello personale, perché questo non deve essere valido anche per un'intera società? Certo il problema è anche in quale religione riconoscersi: ed è chiarissimo, afferma il papa, che la vera religione è quella cattolica, in posizione chiaramente antiliberale. Quest'argomento è così sintetizzabile: la sovranità di Dio si estende dal singolo all'intera società. La religione ha a che fare con il bene comune. Una società bene organizzata deve tendere al bene comune, e in questo bene comune rientra la pratica della religione con il compimento dei doveri verso Dio. Uno Stato non può non favorire anche la religione. In questo caso prevale un'accezione platonica del bene comune, mentre oggi il bene comune viene portato a livello sociale-economico.[39]

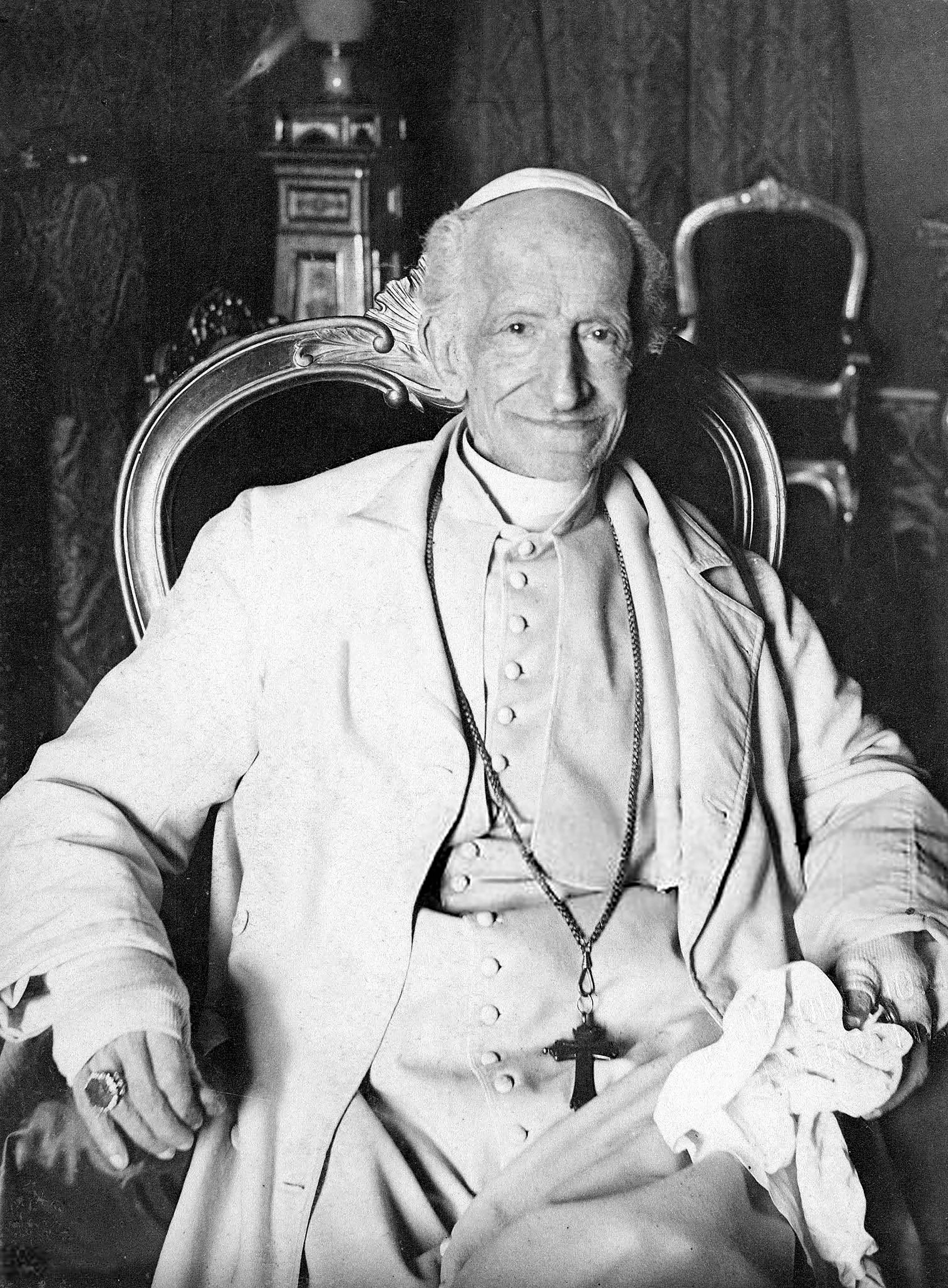
Leone XIII nel 1887

- Libertas (1888): la separazione fra Chiesa e Stato è inaccettabile perché irragionevole, in quanto l'individuo singolo è in sé religioso, e non si vede perché non debba esserlo un'intera società. Leone XIII contrasta alcuni di quelli che oggi sono definiti diritti umani in nome dei "diritti di Dio": l'uomo è libero di avere il diritto di non credere, ma –secondo Leone XIII– c'è anche un diritto di Dio ad essere adorato. E questo diritto è prevalente su quello di qualsiasi uomo. È questo il cuore di tutta l'impostazione di Leone XIII.
- Dall'alto dell'Apostolico Seggio (1890): rivela l'esistenza di un piano delle «sette che diconsi massoniche», «invasate dallo spirito di satana», che abbraccia molteplici obbiettivi fra i quali quello della distruzione della Chiesa cattolica. Il riferimento è inerente a un piano «che si svolge ora in Italia, specialmente nella parte che tocca la Chiesa e la religione cattolica; collo scopo finale e notorio di ridurla, se fosse possibile, al niente».[40]

Con la sensibilità odierna non si può parlare di un diritto di Dio, se non in senso molto analogico: i diritti umani vengono riconosciuti e tutelati dalla legge perché possono essere violati e messi in difficoltà, ma nel caso di Dio non si può dire assolutamente questo. Leone XIII risente ancora di un'impostazione differente, in cui la società è in relazione a Dio. L'idea gelasiana di Leone XIII tenta di oltrepassare – senza riuscirci – l'ormai avvenuta divisione totale fra Stato e Chiesa. Ormai bisognerà accettare quel che è accaduto, cercando di assicurare la libertà reciproca delle due parti.
Nella Libertas, la separazione fra Chiesa e Stato viene considerata inaccettabile perché l'intera società dev'essere considerata religiosa come il singolo uomo (estensione dei diritti di Dio alla società) e, inoltre, perché la religione dev'essere considerata come un bene comune della società.
Leone XIII comincia a distinguere sulla libertà di coscienza. Il concetto positivo è "fare tutto quel che piace". Quello negativo sta nel non subire impedimenti per scegliere la propria religione dentro uno Stato laico: questa libertà si può tollerare in base alla distinzione fra tesi e ipotesi. Non è conforme a verità e giustizia dare a tutti la libertà religiosa, ma viene tollerata tale situazione per via dei tempi gravi che si percorrono, e in ragione della tutela del bene comune.
- Rerum Novarum (1891), la prima e una delle più importanti encicliche sociali: inizia a definire la dottrina sociale della Chiesa cattolica per la modernità.
- Annum Sacrum (1899), con la consacrazione al Sacro Cuore di Gesù.

## Genealogia episcopale e successione apostolica
La genealogia episcopale è:
- Cardinale Scipione Rebiba
- Cardinale Giulio Antonio Santori
- Cardinale Girolamo Bernerio, O.P.
- Arcivescovo Galeazzo Sanvitale
- Cardinale Ludovico Ludovisi
- Cardinale Luigi Caetani
- Cardinale Ulderico Carpegna

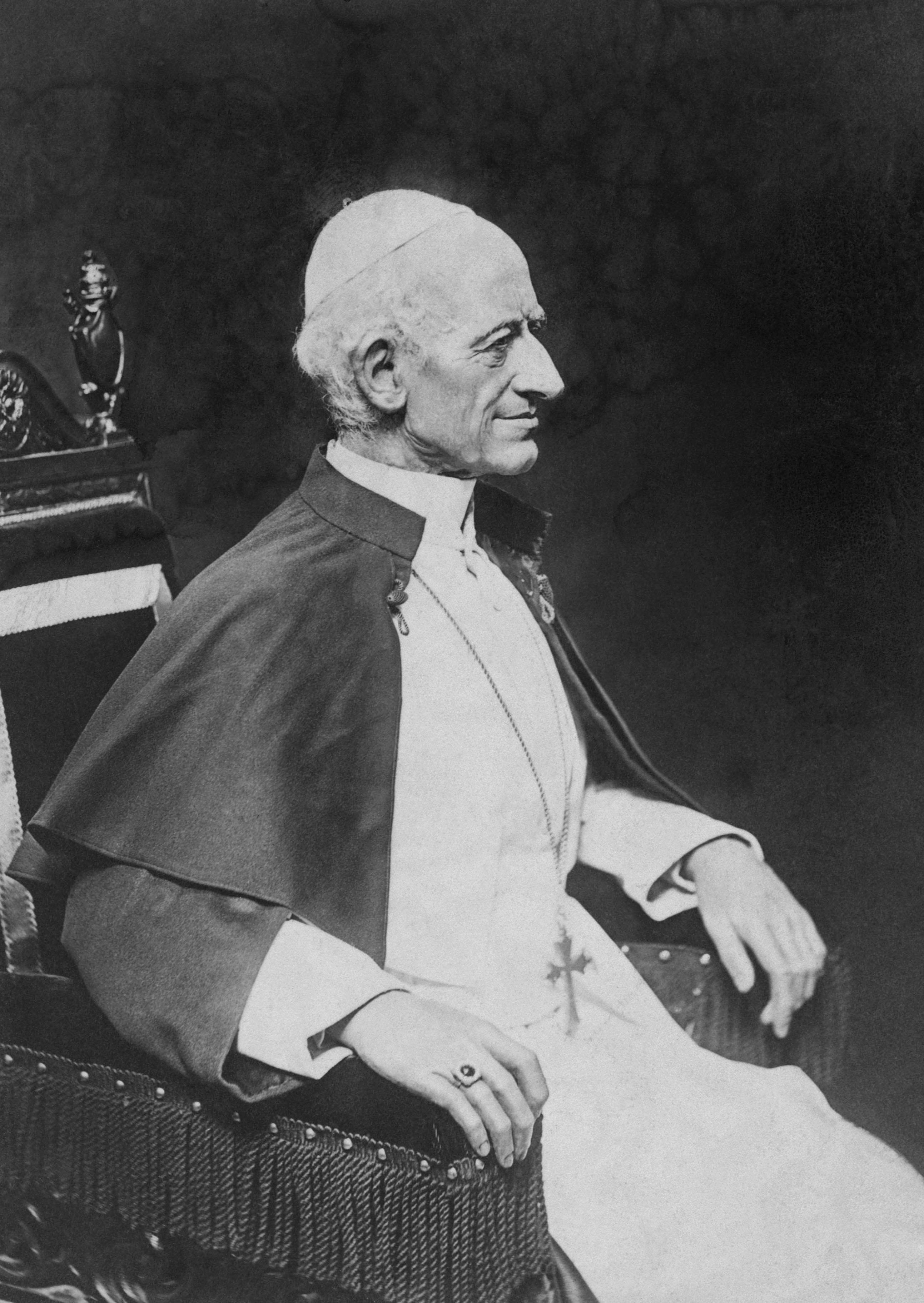
Fotografia di profilo di Leone XIII

- Cardinale Paluzzo Paluzzi Altieri degli Albertoni
- Papa Benedetto XIII
- Papa Benedetto XIV
- Papa Clemente XIII
- Cardinale Marcantonio Colonna
- Cardinale Giacinto Sigismondo Gerdil, B.
- Cardinale Giulio Maria della Somaglia
- Cardinale Luigi Lambruschini, B.
- Papa Leone XIII

La successione apostolica è:
- Arcivescovo Antonio Briganti (1871)
- Vescovo Carmelo Pascucci (1871)
- Cardinale Carlo Laurenzi (1877)
- Cardinale Edoardo Borromeo (1878)
- Vescovo Francesco Latoni (1879)
- Cardinale Jean-Baptiste-François Pitra, O.S.B. (1879)
- Vescovo Bartholomew Woodlock (1879)
- Cardinale Agostino Bausa, O.P. (1889)
- Cardinale Giuseppe Antonio Ermenegildo Prisco (1898)

## Onorificenze

### Onorificenze della Santa Sede
Il papa è sovrano degli ordini pontifici della Santa Sede mentre il Gran magistero delle singole onorificenze può essere mantenuto direttamente dal pontefice o concesso a una persona di fiducia, solitamente un cardinale.

## Ascendenza
|                                             |                                          |                                 | Genitori |  |  | Nonni |  |  | Bisnonni               |  |  | Trisnonni      |  |
|                                             |                                          |                                 |          |  |  |       |  |  | Antonio Pasquale Pecci |  |  | Domenico Pecci |  |
|                                             |                                          |                                 |          |  |  |       |  |  | Antonio Pasquale Pecci |  |  | Domenico Pecci |  |
|                                             |                                          | Caterina Camilla Petrei         |          |  |  |       |  |  | Antonio Pasquale Pecci |  |  |                |  |
| Carlo Pecci                                 |                                          |                                 |          |  |  |       |  |  | Antonio Pasquale Pecci |  |  |                |  |
|                                             |                                          | Giovanna Vitelli                | …        |  |  |       |  |  |                        |  |  |                |  |
|                                             |                                          | Giovanna Vitelli                | …        |  |  |       |  |  |                        |  |  |                |  |
|                                             |                                          | Giovanna Vitelli                | …        |  |  |       |  |  |                        |  |  |                |  |
| conte Domenico Ludovico Pecci               |                                          | Giovanna Vitelli                |          |  |  |       |  |  |                        |  |  |                |  |
|                                             |                                          | …                               | …        |  |  |       |  |  |                        |  |  |                |  |
|                                             |                                          | …                               | …        |  |  |       |  |  |                        |  |  |                |  |
|                                             |                                          | …                               | …        |  |  |       |  |  |                        |  |  |                |  |
| Anna Maria Iacovacci                        |                                          | …                               |          |  |  |       |  |  |                        |  |  |                |  |
|                                             |                                          | …                               | …        |  |  |       |  |  |                        |  |  |                |  |
|                                             |                                          | …                               | …        |  |  |       |  |  |                        |  |  |                |  |
|                                             |                                          | …                               | …        |  |  |       |  |  |                        |  |  |                |  |
| Papa Leone XIII (Vincenzo Gioacchino Pecci) |                                          | …                               |          |  |  |       |  |  |                        |  |  |                |  |
|                                             | Carlo Maria Prosperi Buzi, nobile romano | Prospero Prosperi Buzi          |          |  |  |       |  |  |                        |  |  |                |  |
|                                             | Carlo Maria Prosperi Buzi, nobile romano | Prospero Prosperi Buzi          |          |  |  |       |  |  |                        |  |  |                |  |
|                                             | Carlo Maria Prosperi Buzi, nobile romano | Ersilia Cataldi, nobile di Cori |          |  |  |       |  |  |                        |  |  |                |  |
| Alessandro Prosperi Buzi                    | Carlo Maria Prosperi Buzi, nobile romano |                                 |          |  |  |       |  |  |                        |  |  |                |  |
|                                             |                                          | Claudia Chiari                  | …        |  |  |       |  |  |                        |  |  |                |  |
|                                             |                                          | Claudia Chiari                  | …        |  |  |       |  |  |                        |  |  |                |  |
|                                             |                                          | Claudia Chiari                  | …        |  |  |       |  |  |                        |  |  |                |  |
| Anna Francesca Prosperi Buzi                |                                          | Claudia Chiari                  |          |  |  |       |  |  |                        |  |  |                |  |
|                                             |                                          | …                               | …        |  |  |       |  |  |                        |  |  |                |  |
|                                             |                                          | …                               | …        |  |  |       |  |  |                        |  |  |                |  |
|                                             |                                          | …                               | …        |  |  |       |  |  |                        |  |  |                |  |
| Marianna Chiara Pizzi                       |                                          | …                               |          |  |  |       |  |  |                        |  |  |                |  |
|                                             |                                          | …                               | …        |  |  |       |  |  |                        |  |  |                |  |
|                                             |                                          | …                               | …        |  |  |       |  |  |                        |  |  |                |  |
|                                             |                                          | …                               | …        |  |  |       |  |  |                        |  |  |                |  |
|                                             |                                          | …                               |          |  |  |       |  |  |                        |  |  |                |  |